# Lema Mabidi
Lema Mabidi (Kinshasa, 11 juni 1993) is  Congolees voetballer die bij voorkeur als middenvelder speelt.
Mabidi debuteerde in 2013 in het voetbalelftal van Congo-Kinshasa en verruilde in oktober 2015 Club Sportif Sfaxien voor Raja Casablanca.

## Erelijst
| Competitie      | Winnaar         | Winnaar         |
| Competitie      | Aantal          | Jaren           |
| Raja Casablanca | Raja Casablanca | Raja Casablanca |
| --------------- | --------------- | --------------- |
| Coupe du Trône  | 1x              | 2017            |

1 Zniti  ·
2 Douik ·
4 Gael Ngah ·
5 Moutouali ·
6 Ngoma ·
7 Islah ·
8 Al-Warfali ·
10 Benhalib ·
11 Jabroun ·
12 El Haddaoui ·
13 Benoun ·
15 Haddad ·
17 Ahadad ·
18 Hafidi ·
19 Malango ·
20 Jbira ·
21 Rahimi ·
22 Bouamira ·
25 Boutayeb ·
30 Nanah ·
55 Achchakir ·
96 Arjoune ·
98 El Wardi ·
Coach: vacant
· Assistent-coach: Safri